# Dirk Bauermann

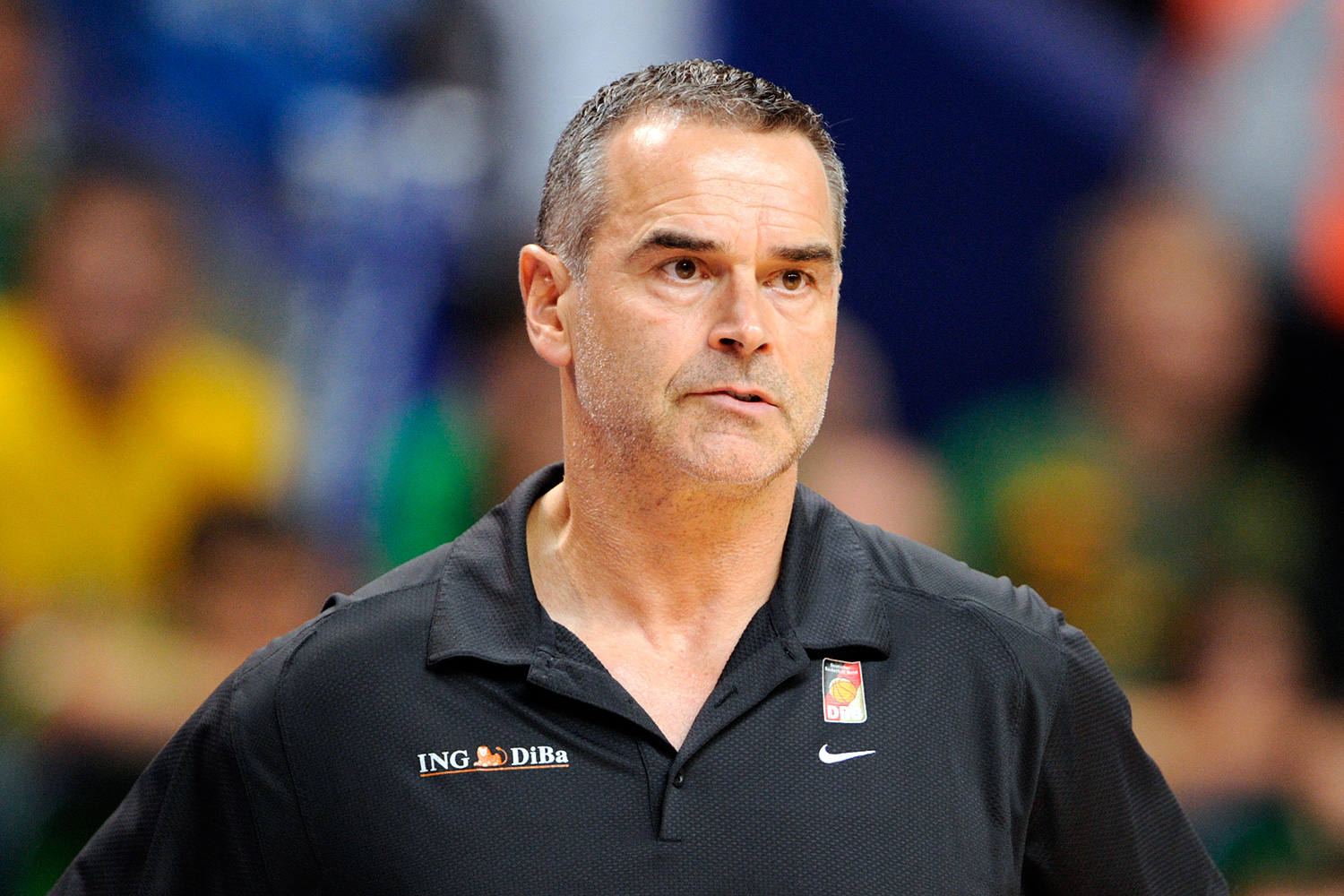
2011

Dirk Bauermann (Oberhausen, 10 de dezembro de 1957) é um treinador de basquetebol profissional alemão, atualmente dirige a Seleção Tunisiana de Basquetebol Masculino.